# Okružnaja (anello centrale di Mosca)
Okružnaja (in russo Окружная?) è una stazione dell'Anello centrale di Mosca. Inaugurata nel settembre 2016, la fermata è situata tra i quartieri di Beskudinkovskij e Timirjazevskij.
Nel 2017, la stazione era frequentata mediamente da 21.000 passeggeri al giorno.

## Interscambi
La stazione è posta a poca distanza dall'omonima stazione della linea 10 della metropolitana e quella posta sulla linea 1 dei diametri centrali di Mosca.